# Mauguio
Mauguio is een gemeente in het Franse departement Hérault (regio Occitanie). De gemeente telde 16.417 inwoners op 1 januari 2022. De plaats maakt deel uit van het arrondissement Montpellier.
De plaats was in de middeleeuwen bekend als hoofdplaats van het graafschap Melgueil. Later werd het een bolwerk van hugenoten. Toeristisch profileert de gemeente zich als Mauguio Carnon (Carnon is een badplaats aan de Middellandse Zee).

## Geschiedenis
De vruchtbare vlakte waar Mauguio ligt is er al lang menselijke bewoning. In de Gallo-Romeinse periode werden hier wijndruiven en olijven gekweekt. In de vroege middeleeuwen was hier een nederzetting Lallemand, die rond het jaar 900 verdween.

### Graven van Melgueil

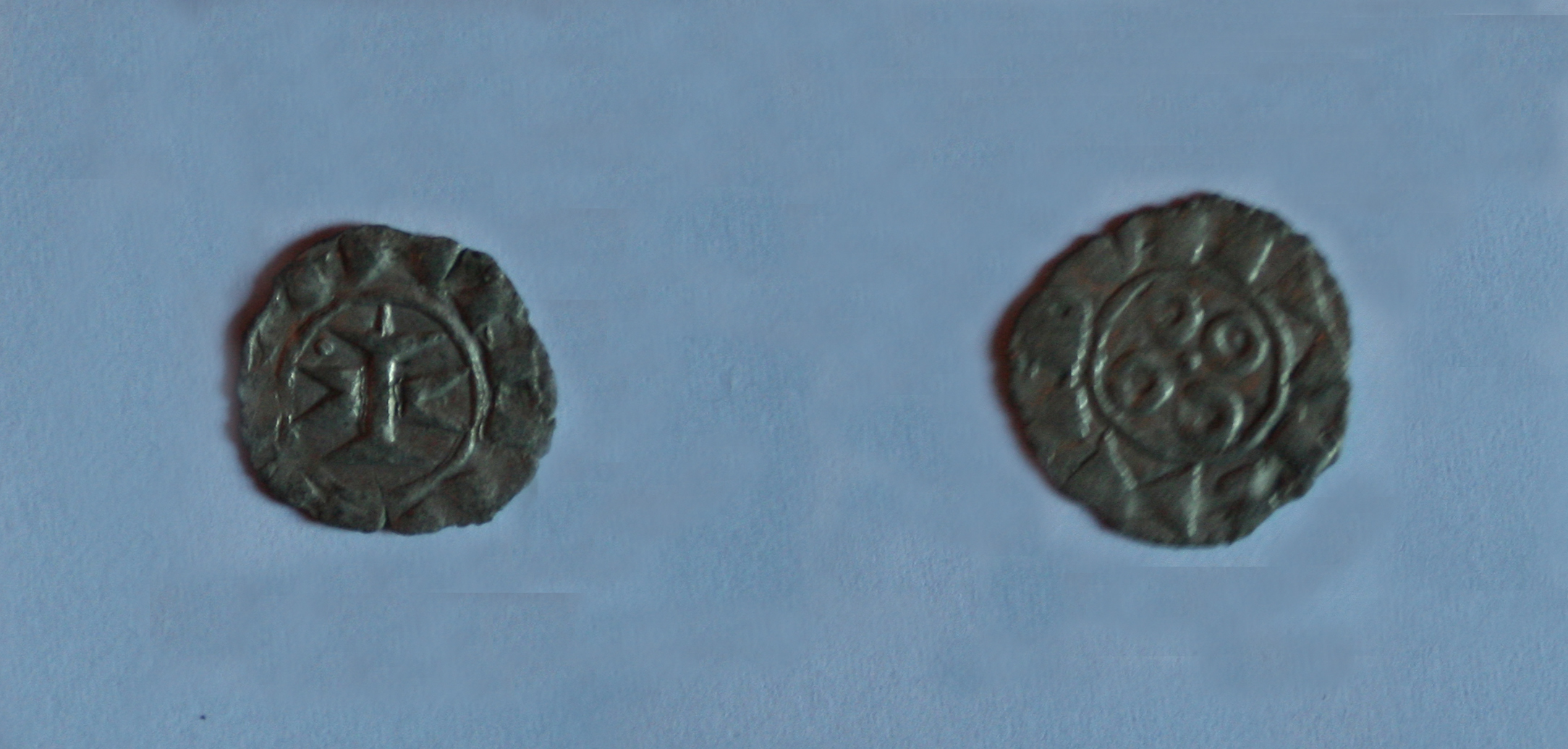
deniers melgoriens

Rond 920 vestigden de graven van Maguelone zich hier, in een vruchtbare vlakte, dicht bij de Route du Sel. Ze namen de naam graven van Melgueil aan. Rond 960 bouwden ze hier op heuvel een houten mottekasteel. De uitzonderlijk grote motte had een hoogte van 23 m en een diameter van 200 m. De plaats ontwikkelde zich in concentrische cirkels rond deze burcht. In de 12e eeuw werd lager een nieuw kasteel gebouwd. De graven van Melgueil heersten over een groot gebied dat samenvalt met het oosten van het huidige departement Hérault. Zij hadden het recht om munt te slaan en de denier melgorien was van de 10e tot halfweg de 14e eeuw een van de belangrijkste munten in het zuiden van Frankrijk.
In de 13e eeuw verzwakte de macht van de graven en het graafschap werd deel van het Franse kroondomein. De stad bloeide echter door haar haven en de handel en de stedelingen kregen het recht consuls te verkiezen. De stad kreeg een muur. Door de verzanding van de haven van Aigues-Mortes in de 14e eeuw, won de haven van Mauguio nog aan belang.

### Hugenoten
Door de vele handelscontacten kreeg het protestantisme vroeg voet aan de grond in Mauguio. Al in 1560 was een meerderheid van de bevolking protestants en in 1583 werd een eerste protestantse kerk gebouwd. De stad werd een protestants bolwerk in Languedoc. Tot het Edict van Nantes (1598) was het belijden van de katholieke godsdienst verboden in de stad. In 1622 werd de stad ingenomen en geplunderd door de troepen van koning Lodewijk XIII van Frankrijk. In het kader van de contrareformatie werd de katholieke kerk Saint-Jacques gebouwd. De protestanten bleven aanwezig in de stad tot het Edict van Fontainebleau (1685). Daarna trok twee derde van de inwoners, vaak de meest vermogenden, weg uit de stad. Dit betekende het einde van de bloeitijd van Mauguio.

### 19e en 20e eeuw
In de 19e eeuw kwam de wijnbouw op in de streek en bracht opnieuw welvaart. In de 20e eeuw maakten de fruit- en de groententeelt opgang. In de loop van de 20e eeuw breidde de stad zich uit. Op de plaats van de vroegere stadsomwalling kwamen boulevards en er kwamen nieuwe woonwijken. In 1974 werd badplaats La Grande-Motte afgesplitst en werd een zelfstandige gemeente.

## Geografie
De oppervlakte van Mauguio bedroeg op 1 januari 2022 49,56 vierkante kilometer; de bevolkingsdichtheid was toen 331,3 inwoners per km².
De gemeente ligt in een vruchtbare vlakte aan het Étang de l'Or. Dit is een lagune waarvan het grootste deel binnen de gemeentegrenzen valt. Op de schoorwal die het Étang de l'Or scheidt van de Middellandse Zee ligt de badplaats Carnon.
De onderstaande kaart toont de ligging van Mauguio met de belangrijkste infrastructuur en aangrenzende gemeenten.

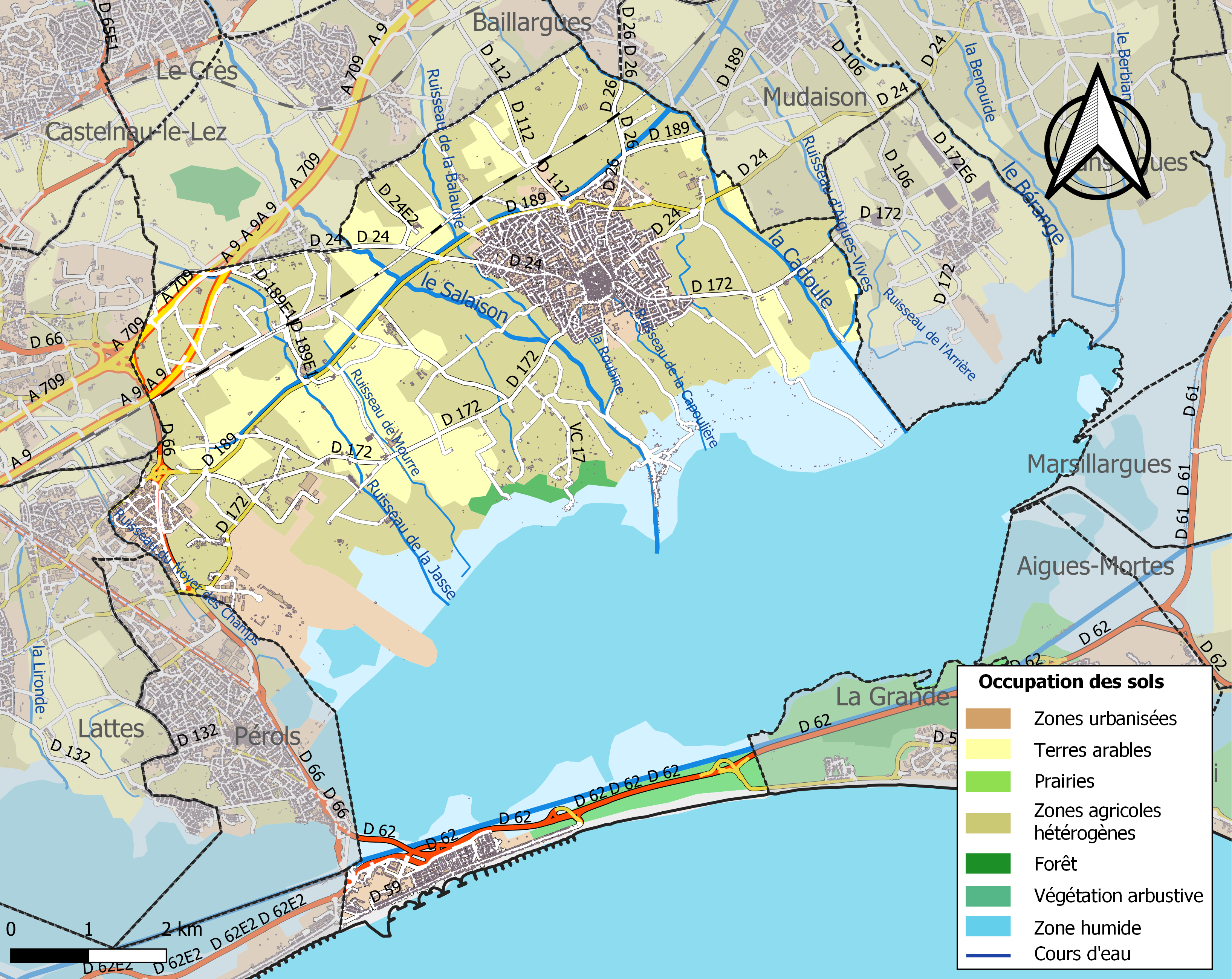

## Demografie
In de eerste helft van de 20e eeuw was er een belangrijke immigratie uit Spanje. Rond 1970 was 40% van de bevolking van Spaanse origine.
Onderstaande figuur toont het verloop van het inwonertal (bron: INSEE-tellingen).

## Bezienswaardigheden
- Kasteel van de graven van Melgueil (12e, 16e en 17 eeuw)
- Jardin de la Motte, park (eind 19e eeuw) met een watertoren op de plaats van het vroegere mottekasteel
- Théâtre Bassaget (1933)
- Arena voor stierengevechten. De arena biedt plaats aan 2.000 toeschouwers. De huidige arena uit 1989 verving een houten arena uit 1926.

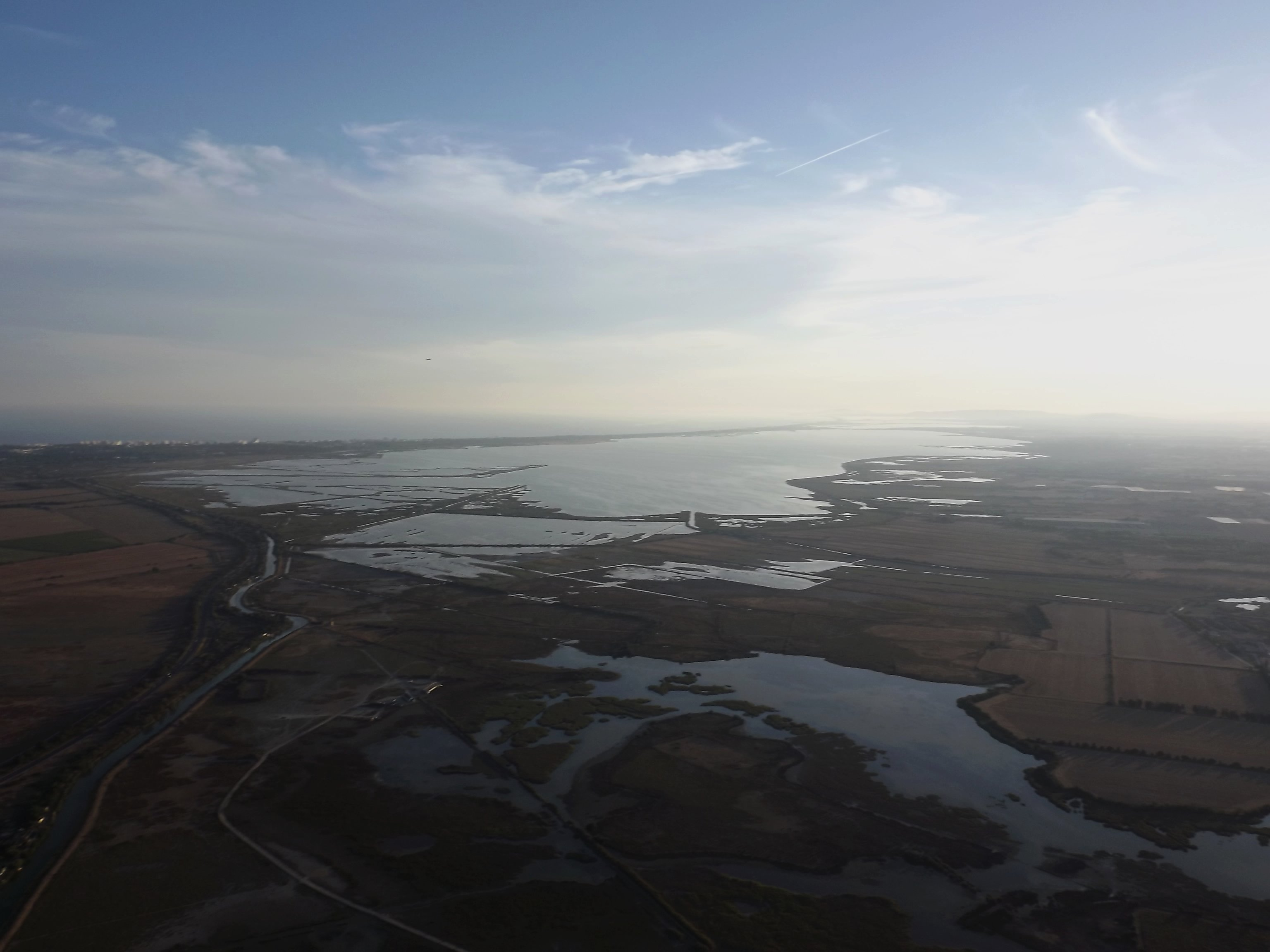
Étang de l'Or
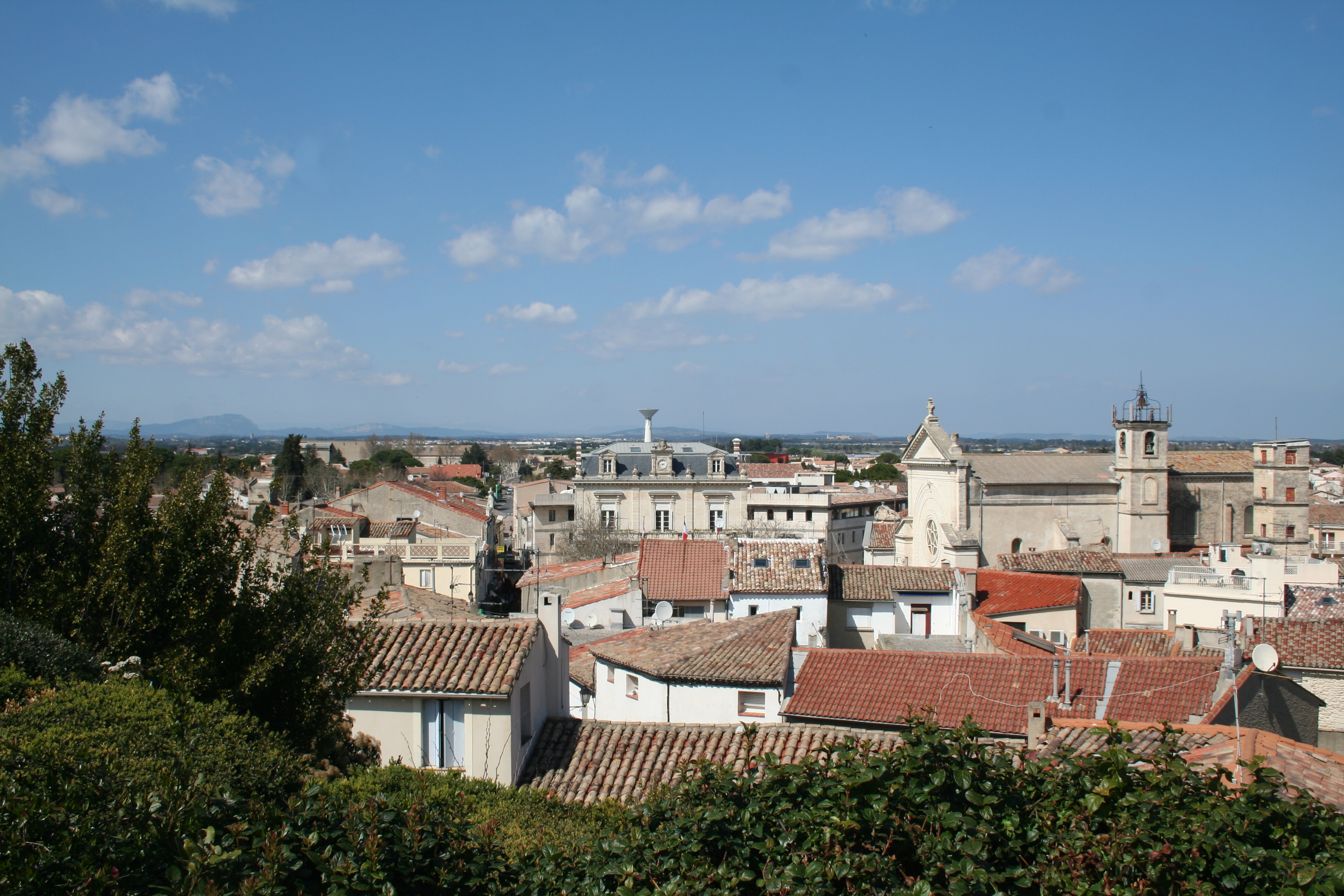
Mauguio
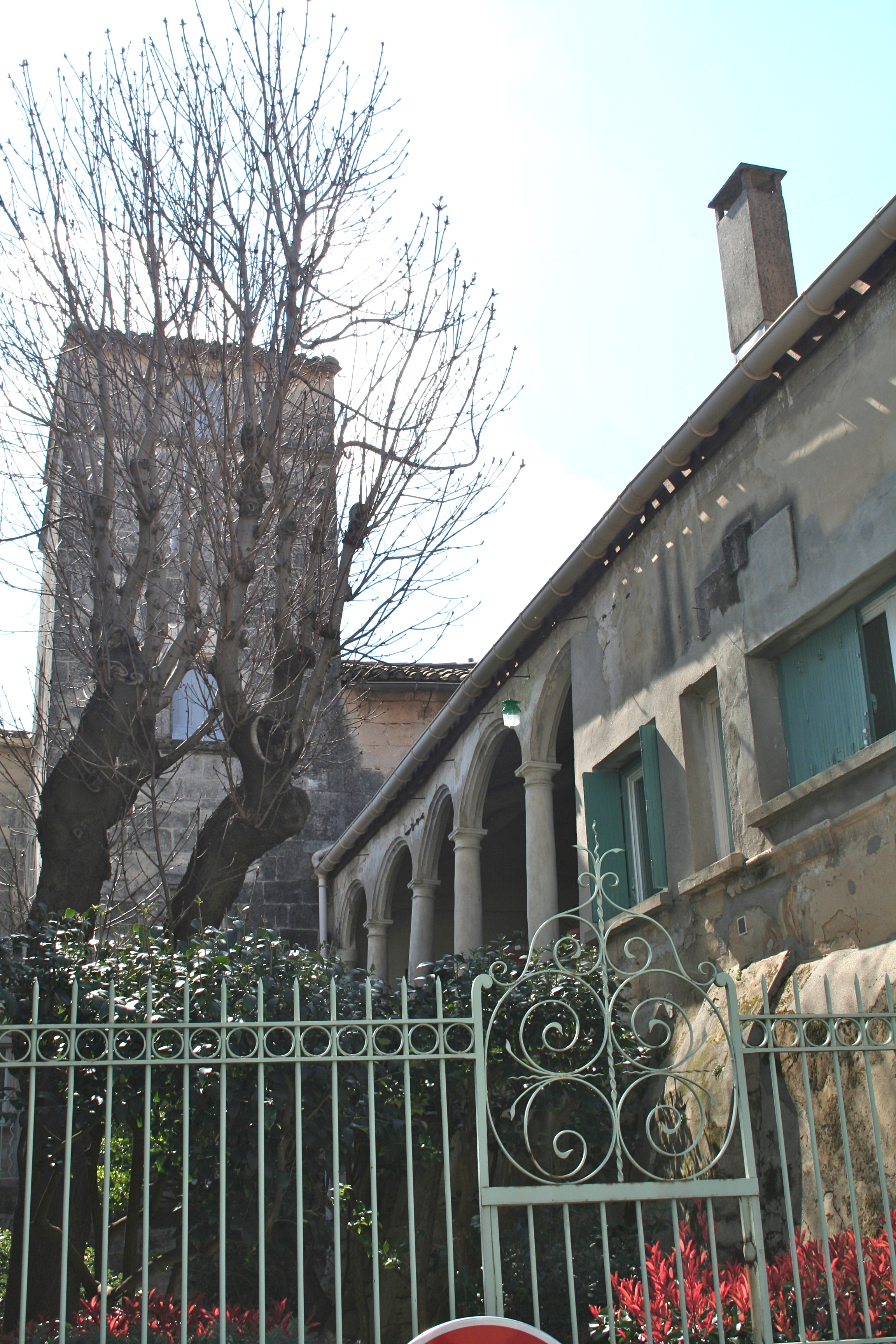
Kasteel
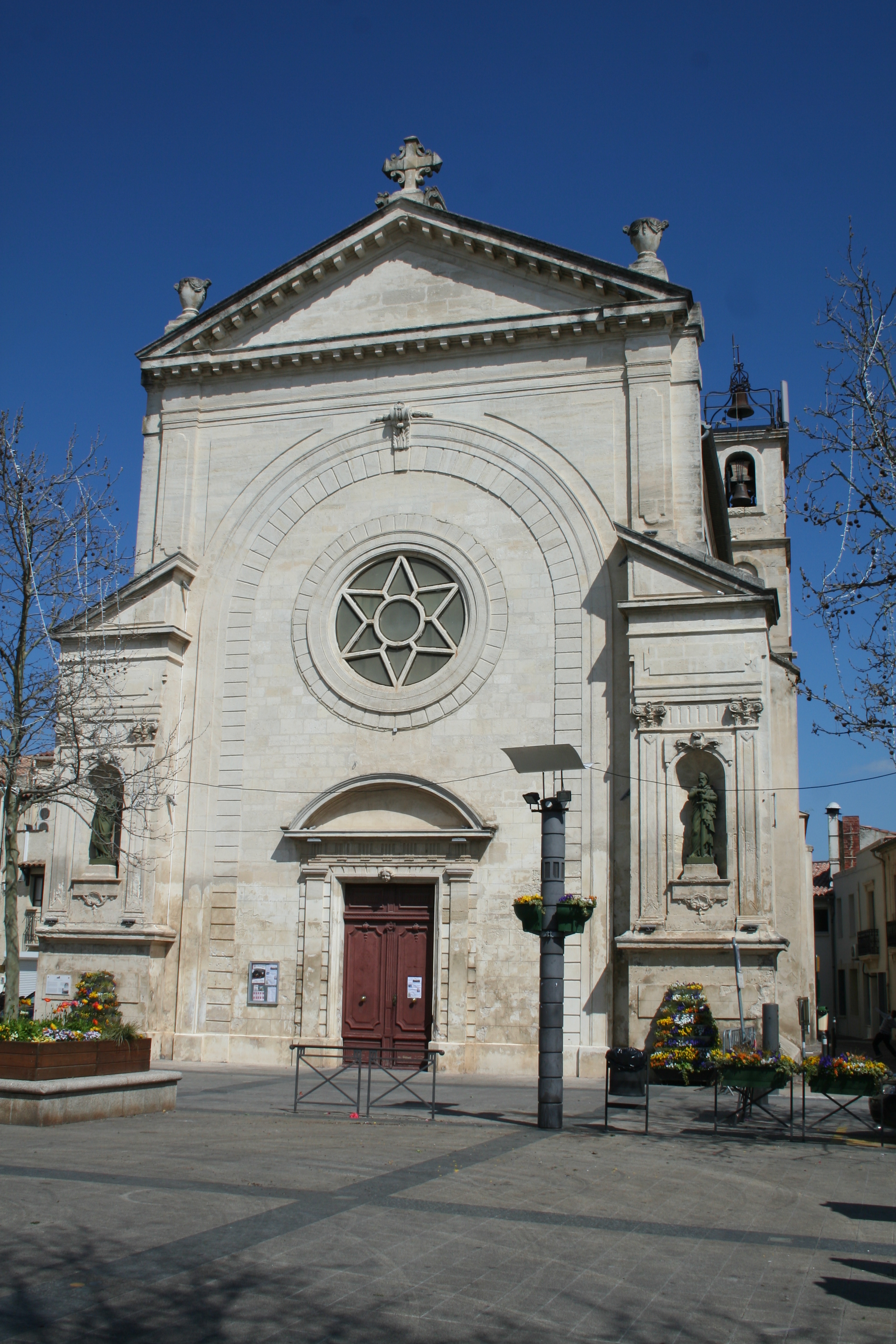
Kerk Saint-Jacques
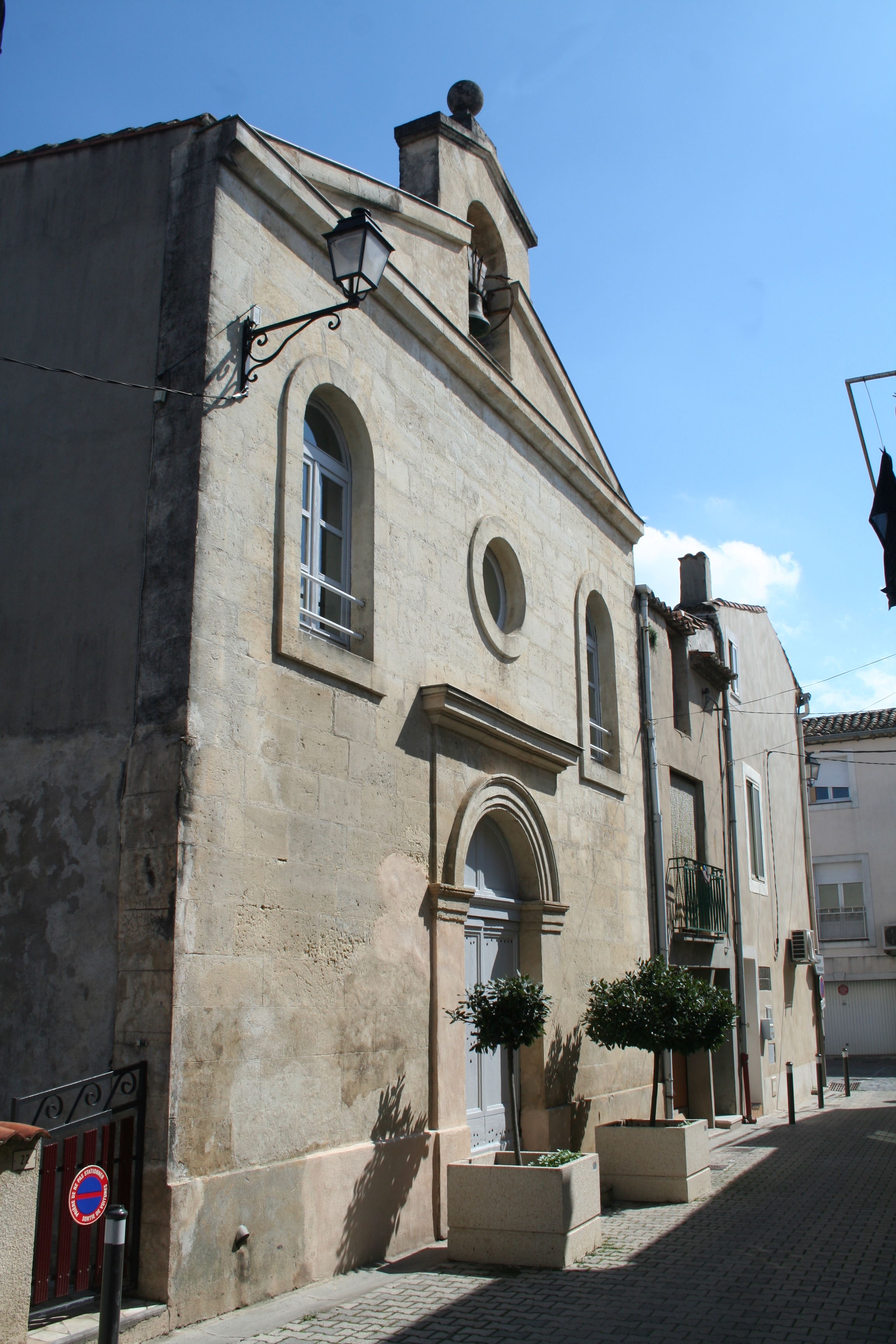
Protestantse tempel
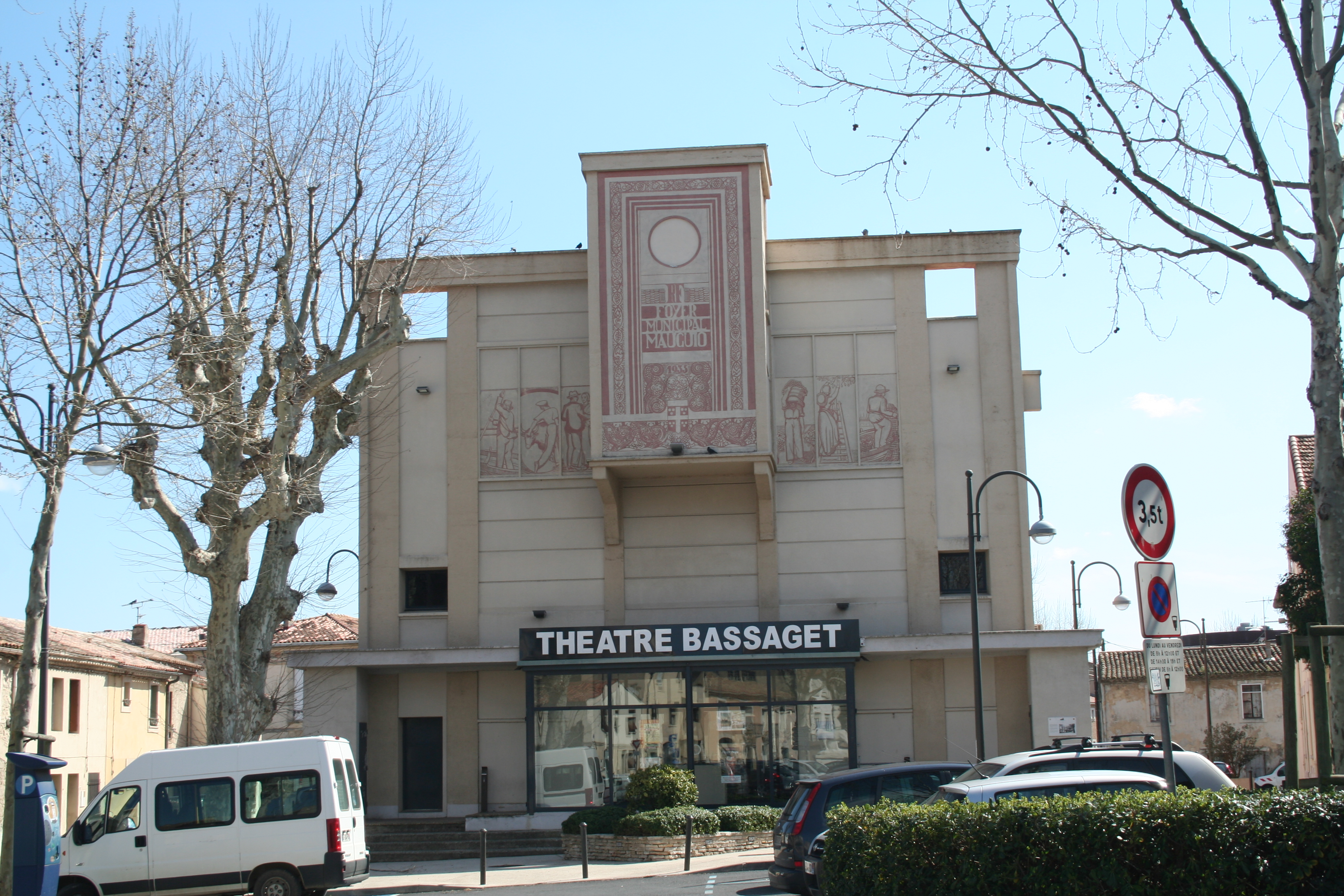
Théâtre Bassaget
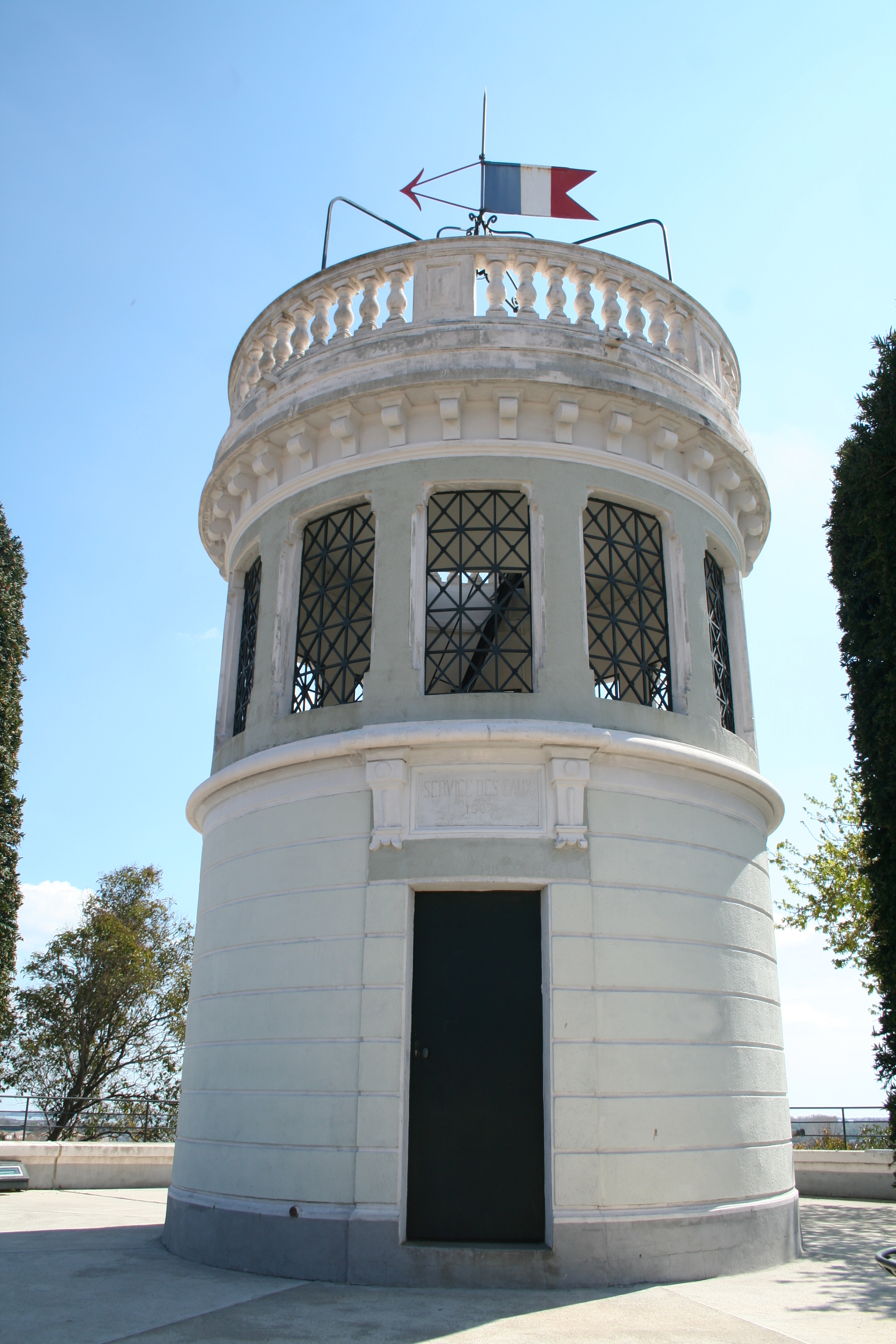
Waterkasteel op de motte
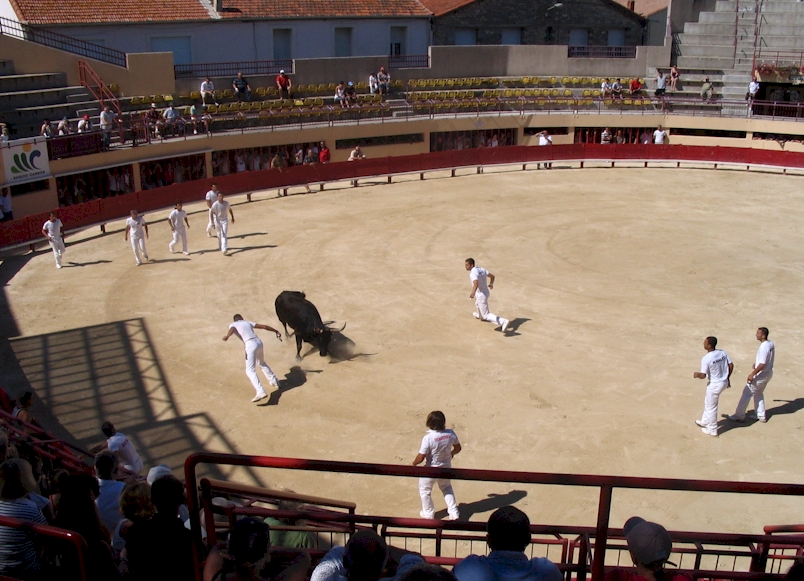
Stierenarena
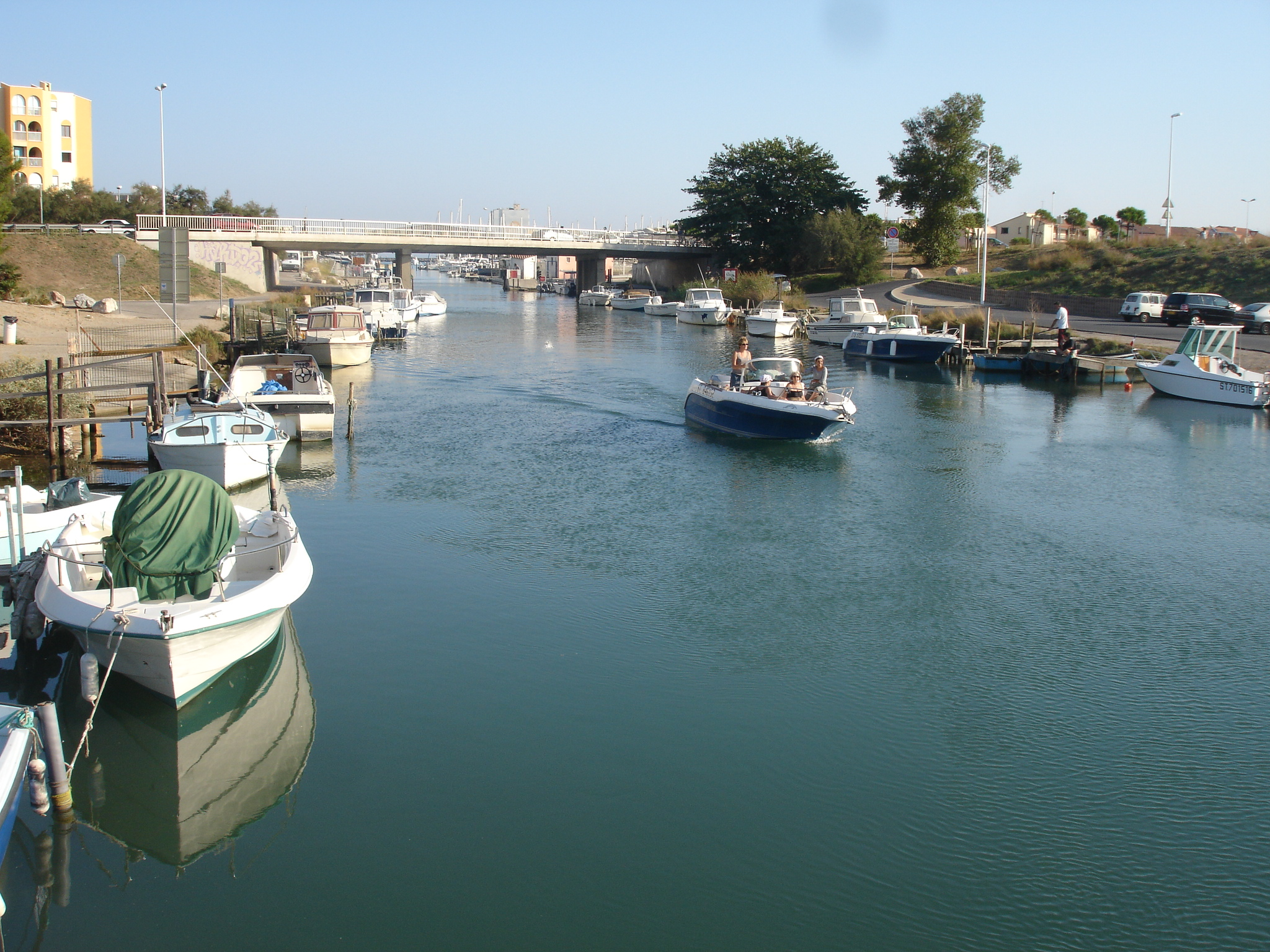
Carnon

## Transport
De gemeente is te bereiken via de autosnelweg A9, afrit 29 Montpellier Est.
In het westen van de gemeente ligt de luchthaven van Montpellier, Aéroport Montpellier Méditerranée.

## Geboren
- Guillaume Pellicier II (1490-1568), bisschop en humanist